# Capitoli di Code Geass

Copertina italiana del primo volume di Code Geass: Lelouch of the Rebellion.

Questa è la lista dei capitoli delle serie manga di Code Geass, derivate dall'omonima serie anime diretta da Gorō Taniguchi e scritta da Ichirō Ōkouchi. In Giappone le opere sono state distribuite da Kadokawa Shoten dopo la serializzazione su diverse riviste, mentre in Italia Planet Manga, divisione di Panini Comics, ha pubblicato le prime tre serie e sta attualmente distribuendo la quinta.
La prima serie, intitolata Code Geass: Lelouch of the Rebellion (コードギアス 反逆のルルーシュ?, Kōdo Giasu: Hangyaku no Rurūshu), è stata scritta da Ichirō Ōkouchi e Gorō Taniguchi e illustrata da MAJIKO!. La storia si incentra su Lelouch Lamperouge, e ci sono poche differenze rispetto alla trama dell'anime originale. I capitoli sono stati pubblicati sulla rivista Monthly Asuka e poi raccolti in otto volumi tankōbon distribuiti dal 26 dicembre 2006 al 26 marzo 2010. L'edizione italiana è stata pubblicata dal 21 gennaio 2010 al 17 marzo 2011. Il secondo manga è Code Geass: Suzaku of the Counterattack (コードギアス 反攻のスザク?, Kōdo Giasu: Hankō no Suzaku), scritto da Atsuro Yomino e serializzato sulla rivista Beans Ace. Ambientato in un universo alternativo, narra le avventure di Suzaku Kururugi nel suo tentativo di contrastare l'organizzazione criminale conosciuta come i Black Knights. È stato pubblicato in due volumi; in Giappone il 26 giugno 2007 e il 26 settembre 2008, in Italia il 22 aprile e il 21 ottobre 2010. Code Geass: Nightmare of Nunnally (コードギアス ナイトメア・オブ・ナナリー?, Kōdo Giasu Naitomea Obu Nanarī), serializzato in Comp Ace e scritto da Tomomasa Takuma, è incentrato su Nunnally, che riceve il Geass da una misteriosa entità chiamata Nemo. I capitoli sono stati raccolti in cinque tankōbon pubblicati dal 26 giugno 2007 al 25 aprile 2009. In Italia i volumi sono stati distribuiti dal 18 marzo 2010 al 20 gennaio 2011.
Il quarto adattamento manga, intitolato Bakumatsu Ibun Roku - Code Geass - Hangyaku no Lelouch (幕末異聞録 コードギアス 反逆のルルーシュ?, Bakumatsu Ibun Roku Kōdo Giasu Hangyaku no Rurūshu), è apparso per la prima volta sulla rivista Kerokero Ace a cura di Tomomasa Takuma. Ambientato in un 1853 alternativo, Lelouch veste i panni di comandante del corpo di polizia Shinsengumi, a servizio dello shogunato. È stato distribuito in Giappone in un unico volume il 25 ottobre 2010, mentre in Italia non è stato ancora pubblicato. La quinta serie è intitolata Code Geass: Renya of Darkness (コードギアス 漆黒の連夜?, Kōdo Giasu: Shikkoku no Ren'ya) ed è stata scritta dallo stesso autore dell'anime, Gorō Taniguchi, con l'assistenza, per le illustrazioni, di Tomomasa Takuma. La storia è ambientata nello stesso universo di Code Geass, ma in un'epoca differente. Il protagonista è Renya, un ragazzo che deve combattere contro Dash ed i suoi seguaci. La pubblicazione è iniziata il 26 gennaio 2011 su Shōnen Ace. In Italia il primo volume è stato distribuito il 1º marzo 2012.

## Code Geass: Lelouch of the Rebellion
| Nº | Titolo italiano Giapponese 「Kanji」 - Rōmaji | Data di prima pubblicazione              | Data di prima pubblicazione |
| Nº | Titolo italiano Giapponese 「Kanji」 - Rōmaji | Giapponese                               | Italiano                    |
| 1  | Code Geass: Lelouch of the Rebellion 1 「コードギアス 反逆のルルーシュ 1」 - Kōdo Giasu - Hangyaku no Rurūshu 1 | 26 dicembre 2006 ISBN 4-04-854065-3      | 21 gennaio 2010             |
| 1  | Capitoli - GEASS 1. L'inizio e la quiete (GEASS 1?) - GEASS 2. Fuga di mezzanotte (GEASS 2?) - GEASS 3. "Zero" (GEASS 3?) |                                          |                             |
| 2  | Code Geass: Lelouch of the Rebellion 2 「コードギアス 反逆のルルーシュ 2」 - Kōdo Giasu - Hangyaku no Rurūshu 2 | 26 giugno 2007 ISBN 978-4-04-854098-8    | 18 febbraio 2010            |
| 2  | Capitoli - GEASS 4. Una piccola pausa (GEASS 4?) - GEASS 5. Il caso Orange (GEASS 5?) - GEASS 6. Il gatto, la maschera ed Euphemia (GEASS 6?) - GEASS 7. Una pessima gita (GEASS 7?) - GEASS 8. Oltre le fiamme (GEASS 8?)                                                          |                                          |                             |
| 3  | Code Geass: Lelouch of the Rebellion 3 「コードギアス 反逆のルルーシュ 3」 - Kōdo Giasu - Hangyaku no Rurūshu 3 | 26 gennaio 2008 ISBN 978-4-04-854121-3   | 20 maggio 2010              |
| 3  | Capitoli - GEASS 9. Piove... (GEASS 9?) - GEASS 10. Determinazione (GEASS 10?) - GEASS 11. Qualcosa dal valore inestimabile (GEASS 11?) - GEASS 12. Complice (GEASS 12?) |                                          |                             |
| 4  | Code Geass: Lelouch of the Rebellion 4 「コードギアス 反逆のルルーシュ 4」 - Kōdo Giasu - Hangyaku no Rurūshu 4 | 26 marzo 2008 ISBN 978-4-04-854158-9     | 15 luglio 2010              |
| 4  | Capitoli - GEASS 13. Orologio rotto (GEASS 13?) - GEASS 14. La verità dietro la morte (GEASS 14?) - GEASS 15. "Kyoto" (GEASS 15?) - GEASS 16. I Black Knights (GEASS 16?) - GEASS 17. Un mondo distorto (GEASS 17?)                                                                 |                                          |                             |
| 5  | Code Geass: Lelouch of the Rebellion 5 「コードギアス 反逆のルルーシュ 5」 - Kōdo Giasu - Hangyaku no Rurūshu 5 | 26 agosto 2008 ISBN 978-4-04-854209-8    | 23 settembre 2010           |
| 5  | Capitoli - GEASS 18. Futuro (GEASS 18?) - GEASS 19. La regione ad amministrazione speciale Giappone (GEASS 19?) - GEASS 20. Separazione (GEASS 20?) - GEASS 21. Il fonema della distruzione (GEASS 21?) - BONUS. Quella voce, quel giorno d'estate (BONUS?)                         |                                          |                             |
| 6  | Code Geass: Lelouch of the Rebellion 6 「コードギアス 反逆のルルーシュ 6」 - Kōdo Giasu - Hangyaku no Rurūshu 6 | 25 aprile 2009 ISBN 978-4-04-854312-5    | 16 dicembre 2010            |
| 6  | Capitoli - GEASS 22. Scuola in gabbia (GEASS 22?) - GEASS 23. Un posto dove stare (GEASS 23?) - GEASS 24. Solitudine (GEASS 24?) - GEASS 25. Tien Zi della Federazione Cinese (GEASS 25?) - GEASS 26. Terra promessa (GEASS 26?) - BONUS. Il perplesso Lelouch (BONUS?)             |                                          |                             |
| 7  | Code Geass: Lelouch of the Rebellion 7 「コードギアス 反逆のルルーシュ 7」 - Kōdo Giasu - Hangyaku no Rurūshu 7 | 26 settembre 2009 ISBN 978-4-04-854374-3 | 17 febbraio 2011            |
| 7  | Capitoli - GEASS 27. Un giorno, forse... (GEASS 27?) - GEASS 28. Station (GEASS 28?) - GEASS 29. Bugie e Promesse (GEASS 29?) - GEASS 30. La Federazione delle Nazioni Unite (GEASS 30?) - GEASS 31. Il santuario Kururugi (GEASS 31?) - GEASS 32. Luce di disperazione (GEASS 32?) |                                          |                             |
| 8  | Code Geass: Lelouch of the Rebellion 8 「コードギアス 反逆のルルーシュ 8」 - Kōdo Giasu - Hangyaku no Rurūshu 8 | 26 marzo 2010 ISBN 978-4-04-854442-9     | 17 marzo 2011               |
| 8  | Capitoli - GEASS 33. Tradimento (GEASS 33?) - GEASS 34. La menzogna dietro la maschera (GEASS 34?) - GEASS 35. Un mondo gentile (GEASS 35?) - GEASS 36. L'imperatore (GEASS 36?) - GEASS 37. La fortezza volante Damocles (GEASS 37?) - GEASS 38. Zero Requiem (GEASS 38?)          |                                          |                             |

## Code Geass: Suzaku of the Counterattack
| Nº | Titolo italiano Giapponese 「Kanji」 - Rōmaji                                                                                                  | Data di prima pubblicazione              | Data di prima pubblicazione |
| Nº | Titolo italiano Giapponese 「Kanji」 - Rōmaji                                                                                                  | Giapponese                               | Italiano                    |
| 1  | Code Geass: Suzaku of the Counterattack 1 「コードギアス 反攻のスザク 1」 - Kōdo Giasu - Hankō no Suzaku 1                                     | 26 giugno 2007 ISBN 978-4-04-854099-5    | 22 aprile 2010              |
| 1  | Capitoli - PHASE 1 (PHASE 1?) - PHASE 2 (PHASE 2?) - PHASE 3 (PHASE 3?)                                                                        |                                          |                             |
| 2  | Code Geass: Suzaku of the Counterattack 2 「コードギアス 反攻のスザク 2」 - Kōdo Giasu - Hankō no Suzaku 2                                     | 26 settembre 2008 ISBN 978-4-04-854230-2 | 21 ottobre 2010             |
| 2  | Capitoli - PHASE 4 (PHASE 4?) - PHASE 5 (PHASE 5?) - PHASE 6 (PHASE 6?) - PHASE 7 (PHASE 7?) - LAST PHASE (LAST PHASE?) - POSTILLA (POSTILLA?) |                                          |                             |

## Code Geass: Nightmare of Nunnally
| Nº | Titolo italiano Giapponese 「Kanji」 - Rōmaji | Data di prima pubblicazione            | Data di prima pubblicazione |
| Nº | Titolo italiano Giapponese 「Kanji」 - Rōmaji | Giapponese                             | Italiano                    |
| 1  | Code Geass: Nightmare of Nunnally 1 「コードギアス ナイトメア・オブ・ナナリー 1」 - Kōdo Giasu: Naitomea obu Nanarī 1 | 26 giugno 2007 ISBN 978-4-04-713928-2  | 18 marzo 2010               |
| 1  | Capitoli - CODE 1. La Strega Bianca (CODE 1 「白き魔女」?, CODE 1 "shiroki majo") - CODE 2. Il Knightmare Nero (CODE 2 「黒き悪夢」?, CODE 2 "kuroki akumu") - CODE 3. Nemo, la macchina infernale (?) - CODE 4. L'incidente al lago Kawaguchi-I -Il Fantasma del Patriottismo- (CODE 4 「河口湖事件Ⅰ -憂国のボウレイ-」?, CODE 4 "Kawaguchiko jiken Ⅰ -yūkoku no bourei-") - CODE 5. L'incidente al lago Kawaguchi-II -La Principessa Nunnally- (?) |                                        |                             |
| 2  | Code Geass: Nightmare of Nunnally 2 「コードギアス ナイトメア・オブ・ナナリー 2」 - Kōdo Giasu: Naitomea obu Nanarī 2 | 26 gennaio 2008 ISBN 978-4-04-713985-5 | 17 giugno 2010              |
| 2  | Capitoli - CODE 6. L'incidente al lago Kawaguchi - III -Alice the Speed- (CODE 6 「河口湖事件Ⅲ -アリス・ザ・スピード-」?, CODE 6 "Kawaguchiko jiken Ⅲ -Arisu za supīdo-") - CODE 7. Il cavaliere bianco (CODE 7 「白き騎士」?, CODE 7 "shiroki kishi") - CODE 8. L'incidente di Saitama I -La trappola di Cornelia- (CODE 8 「サイタマ事変Ⅰ -コーネリアの罠-」?, CODE 8 "Saitama jihen Ⅰ -Kōneria no wana-") - CODE 9. L'incidente di Saitama II -L'attacco a Cornelia- (CODE 9 「サイタマ事変Ⅱ -コーネリアを撃て-」?, CODE 9 "Saitama jihen Ⅱ -Kōneria o ute-") - CODE 10. L'incidente di Saitama III -Il demone nero- (CODE 10 「サイタマ事変Ⅲ -黒き魔王-」?, CODE 10 "Saitama jihen Ⅲ -kuroki maō-") |                                        |                             |
| 3  | Code Geass: Nightmare of Nunnally 3 「コードギアス ナイトメア・オブ・ナナリー 3」 - Kōdo Giasu: Naitomea obu Nanarī 3 | 26 aprile 2008 ISBN 978-4-04-715044-7  | 26 agosto 2010              |
| 3  | Capitoli - CODE 11. La Prigione della Felicità-I -"Mao" The Refrein- (?) - CODE 12. La Prigione della Felicità-II -Quei giorni d'estate che non torneranno mai più- (?) - CODE 13. La Prigione della Felicità-III -Quei giorni d'estate che non torneranno mai più- (?) - CODE 14. Lo Scontro di Narita-I -Il crollo della montagna- (?) - CODE 15. Lo Scontro di Narita-II -Il cavaliere bianco e il demone nero- (?) |                                        |                             |
| 4  | Code Geass: Nightmare of Nunnally 4 「コードギアス ナイトメア・オブ・ナナリー 4」 - Kōdo Giasu: Naitomea obu Nanarī 4 | 25 ottobre 2008 ISBN 978-4-04-715103-1 | 18 novembre 2010            |
| 4  | Capitoli - CODE 16. Lo Scontro di Narita-III -La rescissione del contratto- (?) - CODE 17. La Genealogia di una Strega-I -Nunnally, la prigioniera- (?) - CODE 18. La Genealogia di una Strega-II -I processi della strega- (?) - CODE 19. La Genealogia di una Strega-III -Code Geass- (?) - CODE 20. Il Re demone Rolo I -L'impero in tumulto- (?) |                                        |                             |
| 5  | Code Geass: Nightmare of Nunnally 5 「コードギアス ナイトメア・オブ・ナナリー 5」 - Kōdo Giasu: Naitomea obu Nanarī 5 | 25 aprile 2009 ISBN 978-4-04-715231-1  | 20 gennaio 2011             |
| 5  | Capitoli - CODE 21. Il Re demone Rolo II -L'inseguitore- (?) - CODE 22. Il Re demone Rolo III -Creazioni artificiali- (?) - CODE 23. L'isola degli Dei I -Imperatore contro Imperatore- (?) - CODE 24. L'isola degli Dei II -Un mondo pacifico e tranquillo- (?) - CODE 25. L'isola degli Dei III -The Zero- (?) - CODE 26. Il Re demone Zero (?) |                                        |                             |

## Bakumatsu Ibun Roku - Code Geass - Hangyaku no Lelouch
| Nº | Titolo italiano Giapponese 「Kanji」 - Rōmaji - Traduzione letterale | Data di prima pubblicazione            | Data di prima pubblicazione |
| Nº | Titolo italiano Giapponese 「Kanji」 - Rōmaji - Traduzione letterale | Giapponese                             | Italiano                    |
| 1  | Bakumatsu Ibun Roku - Code Geass - Hangyaku no Lelouch 「幕末異聞録 コードギアス 反逆のルルーシュ」 - Bakumatsu Ibun Roku - Kōdo Giasu - Hangyaku no Rurūshu – "Registro di un'altra storia del bakumatsu - Code Geass: Lelouch of the Rebellion" | 25 ottobre 2010 ISBN 978-4-04-715120-8 | -                           |

## Code Geass: Renya of Darkness
| Nº | Titolo italiano Giapponese 「Kanji」 - Rōmaji | Data di prima pubblicazione              | Data di prima pubblicazione |
| Nº | Titolo italiano Giapponese 「Kanji」 - Rōmaji | Giapponese                               | Italiano                    |
| 1  | Code Geass: Renya of Darkness 1 「コードギアス 漆黒の連夜 1」 - Kōdo Giasu - Shikkoku no Ren'ya 1 | 26 gennaio 2011 ISBN 978-4-04-715607-4   | 1º marzo 2012               |
| 1  | Capitoli - 1. Renya - 2. Il destino del re - 3. Un braccio straordinario - 4. L'uomo chiamato Vainberg - 5. Il suo nome è Nightmare |                                          |                             |
| 2  | Code Geass: Renya of Darkness 2 「コードギアス 漆黒の連夜 2」 - Kōdo Giasu - Shikkoku no Ren'ya 2 | 26 maggio 2011 ISBN 978-4-04-715697-5    | 10 maggio 2012              |
| 2  | Capitoli - 6. Il colpevole della distruzione - 7. La strada verso Mesh - 8. Dragoon - 9. Failure - 10. La partenza - 11. Una nuova figura                                                                                                  |                                          |                             |
| 3  | Code Geass: Renya of Darkness 3 「コードギアス 漆黒の連夜 3」 - Kōdo Giasu - Shikkoku no Ren'ya 3 | 26 novembre 2011 ISBN 978-4-04-120010-0  | 28 febbraio 2013            |
| 3  | Capitoli - 12. Non è per niente splendido - 13. Dash l'eretico - 14. In viaggio con la strega - 15. La battaglia di Esteban - 16. Il sogno di Karim - 17. Vendetta e tragedia                                                              |                                          |                             |
| 4  | Code Geass: Renya of Darkness 4 「コードギアス 漆黒の連夜 4」 - Kōdo Giasu - Shikkoku no Ren'ya 4 | 26 aprile 2012 ISBN 978-4-04-120206-7    | 25 aprile 2013              |
| 4  | Capitoli - 18. Invito al domani - 19. L'incapace privo di Geass - 20. Danza, Renya! - 21. Come comandante dell'ordine dei cavalieri - 22. Un singolo colpo                                                                                 |                                          |                             |
| 5  | Code Geass: Renya of Darkness 5 「コードギアス 漆黒の連夜 5」 - Kōdo Giasu - Shikkoku no Ren'ya 5 | 26 settembre 2012 ISBN 978-4-04-120408-5 | 27 giugno 2013              |
| 5  | Capitoli - 23. L'uomo sotto la guida di Futaba - 24. I cavalieri della tavola rotonda - 25. Il killer della stirpe reale - 26. Il braccio maledetto non vuole altre vittime - 27. L'isola della disperazione - 28. La forma dell'ambizione |                                          |                             |
| 6  | Code Geass: Renya of Darkness 6 「コードギアス 漆黒の連夜 6」 - Kōdo Giasu - Shikkoku no Ren'ya 6 | 26 aprile 2013 ISBN 978-4-04-120669-0    | 24 ottobre 2013             |
| 6  | Capitoli - 29. Al di là delle menzogne - 30. La strada da scegliere - 31. Nel mio nome - 32. La giovane Haltia - 33. La richiesta di Forest - 34. Il luogo dove mi trovo                                                                   |                                          |                             |
| 7  | Code Geass: Renya of Darkness 7 「コードギアス 漆黒の連夜 7」 - Kōdo Giasu - Shikkoku no Ren'ya 7 | 26 settembre 2013 ISBN 978-4-04-120823-6 | 27 marzo 2014               |
| 7  | Capitoli - 35. Il Geass dev'essere abbattuto - 36. Nel nome del dominio - 37. L'essere che non esiste - 38. Il successore escluso alla ricerca della verità - 39. L'abbandonato Renya alla ricerca del mondo - 40. Ciò che ha vita         |                                          |                             |

## Barcode Geass - Hanbai no Lelouch
| Nº | Titolo italiano Giapponese 「Kanji」 - Rōmaji - Traduzione letterale                                                                               | Data di prima pubblicazione           | Data di prima pubblicazione |
| Nº | Titolo italiano Giapponese 「Kanji」 - Rōmaji - Traduzione letterale                                                                               | Giapponese                            | Italiano                    |
| 1  | Barcode Geass - Hanbai no Lelouch 「バーコードギアス 販売のルルーシュ」 - Bākōdo Giasu - Hanbai no Rurūshu – "Barcode Geass: Lelouch of the Sales" | 24 aprile 2012 ISBN 978-4-04-120258-6 | -                           |

## Code Black: Lelouch of the Shred Guitar
| Nº | Titolo italiano Giapponese 「Kanji」 - Rōmaji                                                                            | Data di prima pubblicazione            | Data di prima pubblicazione |
| Nº | Titolo italiano Giapponese 「Kanji」 - Rōmaji                                                                            | Giapponese                             | Italiano                    |
| 1  | Code Black: Lelouch of the Shred Guitar 1 「コードブラック 速弾きのルルーシュ 1」 - Kōdo Burakku - Hayabiki no Rurūshu 1 | 5 giugno 2015 ISBN 978-4-06-377185-5   | -                           |
| 2  | Code Black: Lelouch of the Shred Guitar 2 「コードブラック 速弾きのルルーシュ 2」 - Kōdo Burakku - Hayabiki no Rurūshu 2 | 4 dicembre 2015 ISBN 978-4-06-377359-0 | -                           |